# Bernat II el Poiteví
Bernard II de Poitiers conegut com el Poiteví ('el natural de Poitou') (mort febrer de 844), fou comte de Poitiers de 840 a 844. Encara que el seu origen és incert es creu que era de la família dels Guillèmides, germà d'Emenó de Poitiers (destituït com a comte de Poitiers als darrers dies de desembre del 839, i mort vers 866) i de Turpió d'Angulema († 863).
Segons Ademar de Chabannes (vers 989 † 1034), residia a Poitiers el 839 quan Lluís el Pietós va ocupar la ciutat i va foragitar al seu germà Emenó que defensava els drets de Pipí II d'Aquitània contra el fill del Pietós, Carles (després el Calb) que havia estat nomenat rei d'Aquitània el 838. Emenó es va refugiar amb Turpió d'Angulema, però a la mort de l'emperador el juny del 840 es va acostar a la nova cort carolíngia de Carles el Calb. Bernat podria haver estat nomenat comte de Poitiers per Pipí II, però s'hauria acostat a Carles igualment després de la mort de l'emperador. No és clar si fou Lluís el Pietós o fou Carles qui va partir el comtat de Poitiers; probablement fou el primer, que va crear el comtat d'Herbauges donat a Renald, mentre la resta del comtat quedava com una mena de camp de batalla amb funcions repartides entre Renald d'Herbauges i Rainulf I de Poitiers que actuaven com a caps militars (probablement el segon, molt jove, sota custòdia del primer) i el bisbe Ebroí de Poitiers que actuava com a autoritat administrativa en absència del comte (ni Rainulf nomenat per Carles ni Bernat nomenat per Pipí II). Seguint el camí polític del seu germà Emenó, Bernat es devia acostar a Carles progressivament i hauria estat nomenat custodi de Rainulf per la seva part del comtat de Poitiers, o almenys hauria concertat una aliança estratègica amb Renald (fidel de Carles el Calb). Segurament entre el 840 i el 843 (en aquest darrer any les coses anaven malament per Pipí II, vegeu Guerra civil franca) Bernat s'havia sotmès a Carles i combatia al costat de Renald contra Lambert, fill de l'antic comte Lambert I de Nantes, revoltat contra Carles, que tenia el suport dels bretons. Renald va morir el 843 i el va succeir el seu fill Hervé que va seguir la lluita junt amb Bernat, però els dos foren derrotats i morts per Lambert en una batalla el febrer del 844.

## Núpcies i descendents
La seva esposa Bilquida només és coneguda per ser citada a la Bula papal d'excomunió del papa Joan VIII contra Bernat de Gòtia. La Historia Inventionis Sanctii Baudelli esmenta que Bernat de Gòtia tenia un oncle anomenat Gauslí que havia estat abat i després bisbe i que ha estat identificat com Gauslí del Maine (+886), abat de diversos monestirs entre els quals Jumièges, Saint-Germain-des-Prés i Saint-Denis, i després bisbe de París, fill del comte Rorgó I del Maine i de la seva esposa Bilquida, que serien els pares de l'esposa de Bernat. És possible que Bilquida filla, en enviudar de Bernat, s'hagués casat amb Rainulf I de Poitiers, però Armand de Fluvià dona l'esposa de Rainulf I com desconeguda i Otto-Gerhart Oexle especula que podria ser Adaltruda, germana de Bilquida, i no hi ha acord entre els historiadors, a manca de fonts primàries. Bernat i Rilquida foren els pares de:
- Bernat de Gòtia († després de 879), marquès de Septimània, comte de Bourges i d'Autun de 876 à 879.
- Emenó (segons Armand de Fluvià a la GEC el seu nom seria Emenó Ebles + 892 i, per tant, podria també ser el personatge de nom Ebles assenyalat com fill de Rainulf I de Poitiers que Fluvià no esmenta)